# Daniele Ronda
Daniele Ronda (Piacenza, 23 ottobre 1983) è un cantante e compositore italiano.

## Biografia

### Primi anni
All'età di 9 anni si iscrive al Conservatorio Giuseppe Nicolini di Piacenza, studiando solfeggio e pianoforte. A 14 anni inizia a dedicarsi al canto, partecipando come interprete ad alcuni concorsi fra i quali l'Accademia di Sanremo ed il Festival di San Marino.
Comincia a scrivere pezzi propri e, mentre in sala prove sta perfezionando un suo pezzo al pianoforte intitolato Almeno stavolta, Alfredo Cerruti, manager del cantautore Nek e che sarà manager anche di Ronda fino al 2008, lo ascolta e ne ricava un brano da far interpretare allo stesso Nek. Il brano diviene uno dei due inediti contenuti nell'album The Best of Nek - L'anno zero, insieme a L'anno zero, anch'esso scritto da Ronda e pubblicato come secondo singolo. Il primo è appunto Almeno stavolta, che raggiunge i primi posti in Italia e in America Meridionale.

### L'autore
Da quel momento in poi continua la collaborazione con Nek, scrivendo altri suoi brani, quali Lascia che io sia, che raggiunge la seconda posizione nella hit parade dei singoli più venduti in Italia, Notte bastarda, Va bene così, Una parte di me (2005), Cri, Sei, Ancora un giorno di te, (2006), Tira su il volume (2009).
Scrive brani anche per altri artisti, quali Amami (2005) per Massimo Di Cataldo e tre brani per Mietta: Guardami, Con il sole nelle mani e Baciami adesso, che ha partecipato al Festival di Sanremo 2008, dove Ronda è presente anche come arrangiatore e produttore artistico.
Ronda ha composto inoltre anche alcuni brani "dance", fra i quali Desire di Dj Molella.

### Da parte in folk
Tra il 2008 e il 2009 Ronda rientra a Piacenza, grazie anche all'incontro con Johnny Malavasi, con il quale decide di interpretare direttamente le sue composizioni.
Nel giugno 2009 infatti entra in studio e inizia la composizione di un primo progetto che verrà denominato Da parte (anteprima edition) lavoro stampato ma mai distribuito con cinque brani inediti, ancora molto legato al suo periodo compositivo precedente. Non soddisfatto dal risultato risuonerà e riarrangerà il proprio lavoro dando alle stampe l'album Da parte, con 12 brani inediti che vedono, per sei di essi, la presenza agli arrangiamenti di Marco Falagiani e altri sei l'arrangiamento di Ronda stesso. Fra i credits di questo album appare per la prima volta Sandro Allario (ideatore del Folklub, la band che da qui in poi accompagnerà la produzione discografica e il live di Daniele Ronda). Il cantautore però non sarà soddisfatto neppure di questa seconda versione dell'album e ne blocca la distribuzione.
Fra il 2010 e il 2011 si concretizza con il Folklub la definitiva svolta verso il folk, il dialetto piacentino e l'ennesimo e definitivo riarrangiamento dell'album, il quale permette l'uscita di una terza e definitiva versione denominata Da parte in folk, lavoro contenente 12 tracce, uscito nel novembre 2011. L'album vende più di 5 000 copie e ottiene ottime recensioni, il che permette a Daniele Ronda di farsi conoscere dal pubblico della sua area geografica. Si crea a questo punto un fenomeno territoriale sorprendente nelle provincie di Piacenza, Lodi e Cremona, con concerti sempre più affollati e partecipati.
Nel settembre 2012 Da parte in folk ottiene il Premio Mei come "Miglior progetto musicale sul dialetto" dell'anno. La sua popolarità nella città di Piacenza trova la definitiva conferma grazie al concerto al Teatro Municipale di Piacenza del 31 marzo 2012, ove l'artista realizzerà il "tutto esaurito" già in prevendita. Anche la successiva stagione estiva conferma la popolarità del cantautore piacentino con un tour di 83 concerti.

### La sirena del Po
Il 20 novembre 2012, a un anno dall'uscita del primo album, esce il secondo album in studio La sirena del Po, che vede la presenza di 13 brani inediti. Nelle prime due settimane l'album vende 2 300 copie.
L'album viene presentato il 1º dicembre 2012 con un concerto al Palabanca di Piacenza (sede della squadra di pallavolo di Serie A1 maschile Pallavolo Piacenza), ove si registra una presenza di 3.100 paganti.
Nel 2013 arrivano importanti riconoscimenti e premi, vince infatti in Maggio il "Premio Leo Chiosso" di InediTO-Premio Colline di Torino che Daniele ritira al Salone del Libro di Torino. Nell'estate del 2013 arriva la vittoria del Premio Lunezia.
Il 26 ottobre 2013 chiude la lunga tournée della Sirena del Po (108 concerti) con il "tutto esaurito" al Teatro Municipale di Piacenza. Il 4 dicembre al teatro Politeama in occasione dei Piacenza Music Awards ritira un premio speciale dalle mani del sindaco Paolo Dosi e il disco d'argento per aver venduto 10 000 copie con l'album la Sirena del Po.
Nello stesso anno collabora con il gruppo folk camuno I Luf nel brano Trebisonda.

### La rivoluzione
Il 25 marzo 2014 torna sulla scena con il terzo album in studio La rivoluzione, che vince il "Premio Enriquez - Città di Sirolo" come il miglior album dell'anno per la Categoria Musica Pop e d'Autore. Il 1º maggio ha presentato l'omonimo brano, cantato insieme ai TaranProject, sul palco del Concerto del Primo Maggio in piazza San Giovanni a Roma.
Il 31 maggio allo Stadio Olimpico di Roma e il 7 giugno allo Stadio San Siro di Milano apre i concerti di Luciano Ligabue. Il 24 dicembre dello stesso anno si è esibito al Concerto di Natale al fianco di svariati artisti quali Patti Smith, Renzo Arbore e Alessandra Amoroso.
Nell'aprile 2017 pubblica il quarto album in studio A Beautiful Mind.

## Discografia

### Album in studio
- 2011 – Da parte in folk
- 2012 – La sirena del Po
- 2014 – La rivoluzione
- 2017 – A Beautiful Mind

### Singoli
- 2004 – Come pensi che io
- 2011 – Tre corsari (feat. Davide Van De Sfroos)
- 2011 – Figli di Chernobyl (feat. Danilo Sacco)
- 2012 – La sirena del Po
- 2013 – Si strappano le nuvole
- 2014 – Ognuno di noi
- 2014 – La rivoluzione
- 2014 – Gli occhi di mia nonna
- 2016 – Apri le gambe, amore mio
- 2016 – Che spettacolo è
- 2017 – Nata d'estate
- 2017 – Lo strano sentimento
- 2017 – Un'altra bugia
- 2019 – Tremo (insieme per Amatrice)
- 2019 – Ora lo sai
- 2020 – Playlist
- 2020 – Prima o poi
- 2021 – Come fosse estate

### Autore
- 2003 – Almeno stavolta (Nek)
- 2004 – L'anno zero (Nek)
- 2005 – Amami (Massimo Di Cataldo)
- 2005 – Lascia che io sia (Nek)
- 2005 – Notte bastarda (Nek)
- 2005 – Va bene così (Nek)
- 2005 – Una parte di me (Nek)
- 2006 – Cri (Nek)
- 2006 – Sei (Nek)
- 2006 – Ancora un giorno di te (Nek)
- 2008 – Guardami (Mietta)
- 2008 – Con il sole nelle mani (Mietta)
- 2008 – Baciami adesso (Mietta) (Sanremo 2008)
- 2009 – Tira su il volume (Nek)
- 2021 – Lacrime e buio (Iva Zanicchi)

## Videografia

### Album video
- 2012 – Tortelli e vino rosso